# WFNX
WFNX era una stazione radiofonica di rock alternativo di Boston (Massachusetts) di proprietà del gruppo delle telecomunicazioni Phoenix. La stazione fu aperta ne11'aprile 1983 ed è stata una delle poche stazioni radiofoniche a suonare rock alternativo. La stazione ha cessato di trasmissione in seguito la chiusura del Boston Phoenix e dal 2013 viene trasmessa unicamente su Internet. Nei passati 25 anni, WFNX era diventata una delle principali emittenti della comunità della radio alternativa. WFNX trasmeva su 101.7 FM e teleradio trasmeva sul 92.1 WFEX FM a Petersbrough, New Hampshire e WPHX a Sanford, Maine. Phoenix ha poi venduto la frequenza  92.1 che ora trasmette una stazione radio cristiana.

## Storia
Alla fine degli anni 70, la stazione WLYN, che suonava musica etnica, cominciò a suonare la musica new wave a tempo pieno. Nella primavera di 1983, il gruppo Phoenix comprò WLYN e la rinominò WFNX.
Nel 2006, WFNX ha venduto degli spazi pubblicitaria Snapple  dal 29 maggio al 4 giugno  per promuovere l'aggiornamento del suo segnale radio. L'aggiornamento ha raddoppiato la potenza della stazione. I radioascoltatori apprezzarono la campagna pubblicitaria, perché i DJ fecero suonare costantemente la musica e attribuirono la musica continua a Snapple. Dopo quest'accordo con Snapple gli indici d'ascolto della stazione sono aumentati in modo significativo. Il 16 maggio 2012, è stato annunciato che WFNX sarebbe stata venduta a Clear Channel Communications.  La messa in onda si concluse venerdì 20 luglio alle 07:00 (con l'ultima canzone dei The Cure "Let's Go to Bed", che fu anche la prima canzone suonata dalla stazione). Il prezzo di vendita è stato 14,5 milioni di dollari .
La vendita della stazione di Clear Channel non ha incluso la proprietà intellettuale di WFNX,  per questo la Phoenix ha continuato a trasmettere la musica da WFNX.com. Il 14 marzo 2013, dopo l'annuncio che il Boston Phoenix avrebbe chiuso, è stato annunciato che WFNX.com non avrebbe continuato a trasmettere. A mezzanotte il 19 marzo 2013, WFNX.com ha chiuso. La canzone finale suonata dalla stazione è stata"Old Friend" di Sea Wolf.

## La programmazione
- Sandbox: radioprogramma della mattina che trasmetteva da lunedì a venerdì dalle 6 alle 10. Il radioprogramma veniva condotto dai 4 DJ, Charlie, Fletcher, Special Ed, e Henry Santoro, che lavorava alla WFNX dall'apertura della stazione radiofonica. Ogni giorno andava in onda il Mega Robo Thunder Phone Query, che consisteva in una domanda, spesso assurda, alla quale gli ascoltatori  dovevano dare una risposta, telefonando alla stazione radio (per esempio “chi vincerebbe in una zuffa, i pirati o i ninja?).  Ogni martedì, Fletcher riesaminava la musica nuova, che spesso includeva dei musicisti terribili o dilettanti. Alla fine del programma c'era The WTF Line dove venivano mandati in onda i messaggi degli ascoltatori.
- Left Over Lunch: ogni giorno, dalle 10 alle 14, la conduttrice Julie Kramer, chiamata affettuosamente la regina di karma, faceva suonare il rock alternativo e new wave degli anni 70, 80, e 90.
- Alter Ego: dalle 7 alle 12 Paul Driscoll faceva suonare il nuovo rock alternative prima delle altre stazioni radiofoniche. Verosimilmente il programma Alter Ego era l'unico luogo dove si poteva sentire questo genere musicale sulla radio a Boston.
- One in Ten: domenica di notte, Keith Orr e Sue O'Connel presentavano l'unico programma che discuteva la vita degli omosessuali e delle lesbiche a Boston.

Da novembre 2011 fino alla chiusura WFNX.com, Paul Armstrong ricoprì il ruolo di creative services director, supervisionando la messa in onda della musica della stazione, che avveniva con un sistema automatico.